# RPGA
RPGA（ロール・プレイング・ゲーム・アソシエイションやRPGAネットワークとも呼ばれた）は、当初はTSR、後にはウィザーズ・オブ・ザ・コーストが組織したプレイ部門の一部である。1980年から2014年まで、ロールプレイングゲームを組織的に世界中に広めてきた。

## 歴史
ダンジョンズ&ドラゴンズゲームの最初の出版元TSRの最初の常勤者の1人であるフランク・メンツァーは、質の高いロールプレイを促進し、ロールプレイングゲームのファン同士が出会い、ゲームをプレイできるようにするために、ロール・プレイング・ゲーム・アソシエイション(RPGA)を発案した。メンツァーは1980年11月に、主にTSRのベストセラー商品（『AD&D』、『ガンマ・ワールド』、『トップ・シークレット』）を使用して、ゲームコンベンションでトーナメントを開催するために、RPGAを設立した:13。
各トーナメントにおいては、ダンジョンマスターと4～8人のプレイヤーが、RPGAの提供する、想定プレイ時間4時間のアドベンチャーをプレイした。各プレイヤーには背景情報、装備、卓にいる他のキャラクターに関する限定された情報を含む、作成済みキャラクターが与えられる。アドベンチャーが終了すると、プレイヤーとダンジョンマスターはルールの知識とロールプレイング能力に基づいて、同じ卓にいるプレイヤー達の中から1人をアドベンチャーの「勝者」として選ぶ。全てのプレイヤーは、競技イベントでの成績に応じて経験点が与えられ、次のイベントではその経験点を加算することができ、時間をかけてより高いレベルに進むことができた。
元来は年会費制で、『ポリヘドロン』誌の定期購読料金が含まれていた。初期の会員は主に北米に限られていたが、1989年にはノルウェー、スウェーデン、デンマーク、U.K.、イスラエル、オーストラリアにまで拡大していった。
1987年、RPGAは前後のアドベンチャーと筋が繋がっていない単一のアドベンチャーを提示するのではなく、リビング・キャンペーンと呼ばれる長期的な取り組みを構想した。リビング・キャンペーンにおいては、プレイヤー達の行動がキャンペーン全体のストーリー展開に影響を与え得る:13。この種類の最初のキャンペーンは、レイヴンズ・ブラフの街を舞台にしたアドベンチャーシリーズの「リビング・シティ」である。最初の「リビング・シティ」モジュールは、1987年8月のGen Conで発表された「キャラバン」である。
RPGAのそれまでのトーナメントプレイにおいては、プレイヤーに作成済みキャラクターが与えられていたが、「リビング・シティ」のアドベンチャーでは、プレイヤー自身が自分のキャラクターを用意するのが必須となった。それまでは、プレイヤーが経験点を獲得していたが、その時から経験点を獲得するのは各プレイヤーの個々のキャラクターとなった。同じキャラクターで次のアドベンチャーに参加することで、そのキャラクターはより多くの経験点を蓄積し、より大きなパワーを得ることができるようになった。
全体的なストーリー展開に影響を与えるために、各アドベンチャーを終えると、プレイヤー達は自分のプレイ結果をRPGA本部に送って集計して貰う。プレイヤーの大多数が成功したり失敗した場合、キャンペーンのストーリーが変更される。例えば、とあるアドベンチャーにおいて大多数のプレイヤーが何らかの呪いを解除することに成功した場合、その呪いは今後のアドベンチャーには登場しなくなる。
「リビング・シティ」は人気の高いコンセプトであることが証明され、21世紀の最初の10年間に、RPGAは様々なリビング・キャンペーンを生み出した。その最大のものは「リビング・グレイホーク」であり、2000年から2008年まで世界中で数千人がこれをプレイし、この時点でRPGAは、南極を除く世界の全ての大陸に会員を有していた。
2002年にRPGAの会費は無料になったが、『ポリヘドロン』誌はパイゾ・パブリッシングに買収されて『ダンジョン』誌の企画ページとして発行されるようになったため、その定期購読は会員特典には含まれなくなっていた:13。
2014年、WotCはRPGAの活動を停止させ、「D&Dアドベンチャラーズ・リーグ」を発足させた。